# Torneo de Hong Kong 2015
El Hong Kong Open 2015 es un torneo de tenis profesional jugado en canchas duras. Esta es la sexta del torneo, que es parte de la WTA Tour 2015.

## Cabeza de serie

### Individual
| Tenista          | Ranking | Preclasificada |
| Garbiñe Muguruza | 5       | 1              |
| Angelique Kerber | 10      | 2              |
| Venus Williams   | 14      | 3              |
| Jelena Janković  | 24      | 4              |
| Samantha Stosur  | 25      | 5              |
| Daria Gavrilova  | 35      | 6              |
| Caroline Garcia  | 39      | 7              |
| Alizé Cornet     | 44      | 8              |
| Heather Watson   | 62      | 9              |

- Ranking del 5 de octubre de 2015

### Dobles
| Tenista                                  | Ranking | Preclasificada |
| Lara Arruabarrena Andreja Klepač         | 61      | 1              |
| Klaudia Jans-Ignacik Anastasia Rodionova | 94      | 2              |
| Liang Chen Wang Yafan                    | 129     | 3              |
| Alizé Cornet Yaroslava Shvedova          | 184     | 4              |

## Campeonas

### Individual Femenino
Jelena Janković venció a  Angelique Kerber por 3-6, 7-6(4), 6-1

### Dobles Femenino
Alizé Cornet /  Yaroslava Shvédova vencieron a  Lara Arruabarrena /  Andreja Klepač por 7-5, 6-4